# Empresa Brasileira de Correios e Telégrafos
A Empresa Brasileira de Correios e Telégrafos (ECT), amplamente conhecida como Correios, é uma empresa pública federal vinculada ao Ministério das Comunicações, cuja principal atribuição é a execução do serviço postal em todo o território nacional. Embora tradicionalmente associada ao envio e à entrega de correspondências, sua atuação não se restringe a essa função básica. Com o passar dos anos, os Correios ampliaram consideravelmente seu escopo de atividades, consolidando-se como uma instituição estratégica para o funcionamento do Estado e para o atendimento das necessidades essenciais da população brasileira.
Além da distribuição de cartas e encomendas, a ECT exerce papel fundamental na execução de serviços de interesse público e social. Entre eles, destacam-se a entrega de livros didáticos para escolas da rede pública, o transporte de vacinas e medicamentos para regiões remotas, a logística de distribuição das provas do Exame Nacional do Ensino Médio (ENEM), bem como a prestação de serviços bancários por meio do Banco Postal, especialmente em localidades desassistidas por agências financeiras tradicionais. A empresa também viabiliza projetos de inclusão social, como a Carta Social, voltada a beneficiários de programas de transferência de renda como o Bolsa Família.
Conforme dispõe a legislação brasileira, o serviço postal compreendendo carta, cartão postal, correspondência agrupada e telegrama é monopólio da União, sendo atribuído à ECT a responsabilidade exclusiva de sua execução. Nesse sentido, os Correios desempenham um papel essencial na garantia do direito à comunicação e no cumprimento das obrigações do Estado, reforçando seu caráter de agente integrador, promotor de cidadania e instrumento de coesão territorial e social.
A ECT oferece mais de cem produtos e serviços, contando, no início de 2008, com um quadro de mais de 109 mil empregados próprios, além de trabalhadores terceirizados. É a única empresa com presença em todos os municípios do país, por meio de uma ampla rede composta por unidades próprias e franqueadas. Muitos de seus serviços também estão disponíveis pela internet.

## Histórico
A história da ECT tem início no período colonial, com a organização dos primeiros serviços postais no território brasileiro. Desde então, o sistema postal passou por diversas transformações estruturais e operacionais, acompanhando o desenvolvimento político, econômico e tecnológico do país. Ao longo do tempo, os Correios consolidaram-se como o principal agente responsável pela prestação de serviços postais e logísticos em âmbito nacional.

### Colônia e Brasil Império
Os Correios tiveram sua origem no Brasil em 25 de janeiro de 1663, com a criação do "Correio-Mor das Cartas do Mar" no Rio de Janeiro, embora a capital do Estado do Brasil fosse então Salvador. Nessa ocasião, Bartolomeu Fragoso Cabral foi nomeado para atuar na capitania da Bahia, enquanto o Alferes João Cavalheiro Cardoso assumiu a função no Rio de Janeiro. Esse momento é considerado um marco importante na organização do sistema postal no território brasileiro.
Durante o processo que levou à Independência do Brasil, destaca-se a atuação de Paulo Emílio Bregaro, oficial do Tribunal Militar e mensageiro, frequentemente mencionado como o primeiro carteiro do país. Em 7 de setembro de 1822, Bregaro foi o responsável por entregar a D. Pedro I uma correspondência enviada pela Imperatriz Leopoldina, contendo informações sobre as novas exigências impostas por Portugal ao Brasil. A entrega ocorreu às margens do Riacho do Ipiranga, onde D. Pedro, ao tomar conhecimento do conteúdo da carta, proclamou a Independência. Esse episódio estabeleceu uma ligação simbólica entre os serviços postais e um dos acontecimentos mais emblemáticos da história nacional.
Em 1829, foi estabelecida a “Nova Regulamentação dos Correios”, com o objetivo de padronizar e organizar os serviços postais nas diferentes províncias do Brasil. Também no mesmo ano foi criada a Diretoria-Geral dos Correios, com finalidade de dirigir e fiscalizar os serviços postais no país.

No decorrer do século XIX, novas medidas foram adotadas para modernizar o setor. Destacam-se, nesse contexto, a criação do selo postal em 1843 e a introdução do telégrafo elétrico em 1852. Também foram implementados serviços como a entrega domiciliar de correspondências, iniciada em 1835, além da instalação de novas agências, o que contribuiu para a expansão da rede de atendimento postal no país.

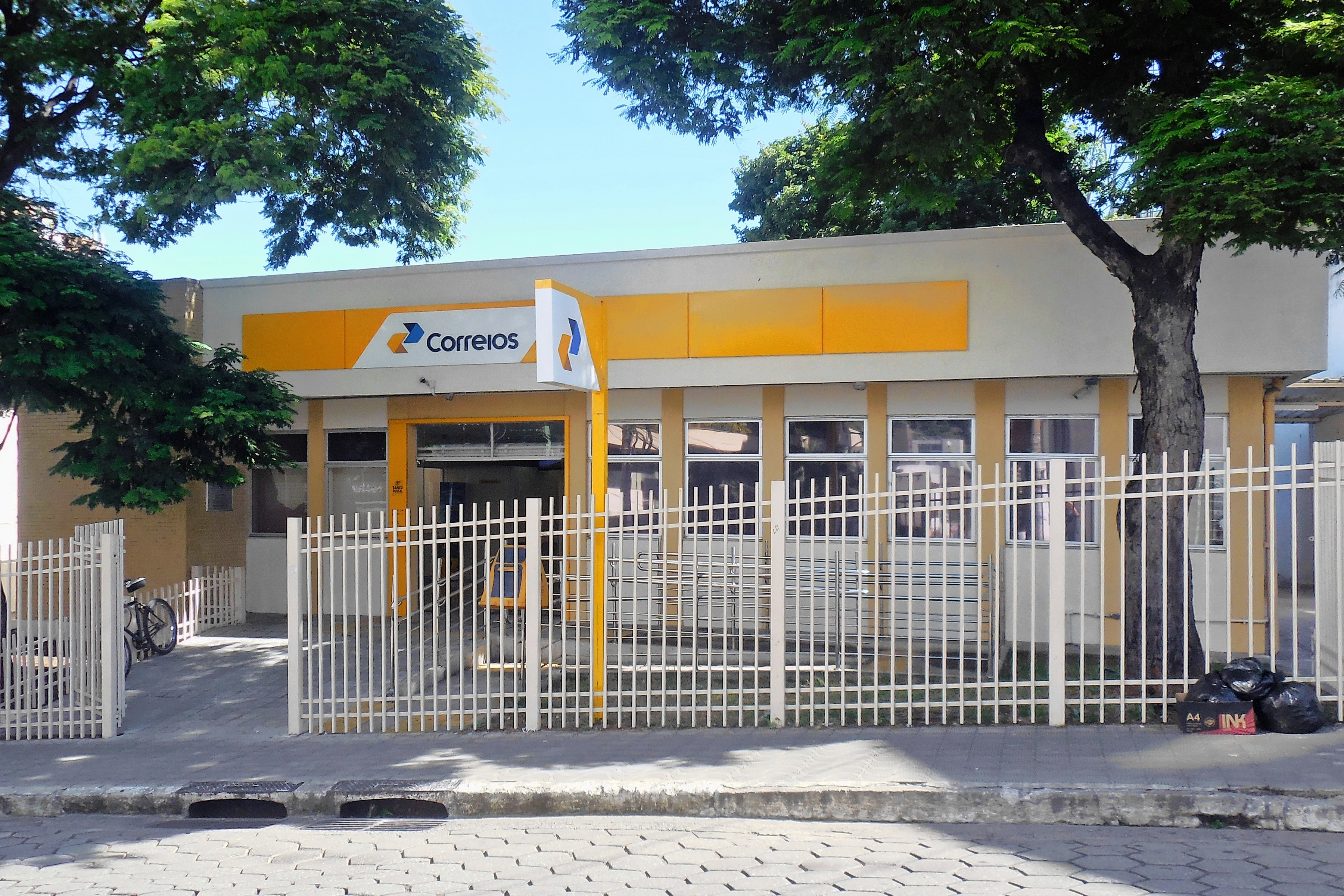
Uma agência dos Correios, localizada em Coronel Fabriciano, Minas Gerais, em 2017.

Ainda em 1844 foi instituída a Diretoria-Geral dos Correios pelo Decreto nº 399, de 21 de dezembro daquele ano, com a atribuição de coordenar e supervisionar os serviços postais em funcionamento no território nacional. Inicialmente vinculada à Secretaria de Estado dos Negócios do Império, a Diretoria foi posteriormente transferida para a Secretaria de Estado dos Negócios da Agricultura, Comércio e Obras Públicas, passando a integrar sua estrutura administrativa por força do Decreto nº 2.748, de 16 de fevereiro de 1861.

### República e Ditadura Militar
Com a instauração da República, mudanças significativas foram implementadas na organização da administração pública. Uma das ações relevantes adotadas pelo governo foi a instituição, por meio do Decreto nº 346, de 19 de abril de 1890, de um novo órgão responsável por centralizar os assuntos relacionados à educação e às comunicações: a Secretaria de Estado dos Negócios da Instrução Pública, Correios e Telégrafos. A partir de então, as atividades vinculadas ao ensino e aos serviços postais e telegráficos passaram a ser geridas sob uma única estrutura administrativa.
Os Correios atuou de forma significativa durante a Primeira Guerra Mundial, especialmente após o Brasil declarar guerra à Alemanha em 1917. Nesse período, foi implementada a censura postal, que vigou de novembro de 1917 a janeiro de 1919, com o objetivo de controlar as comunicações e proteger a segurança nacional. Durante esse período, mais de quatro milhões de correspondências foram submetidas à censura, e cerca de 154.237 delas foram apreendidas. Essa medida refletiu a preocupação do governo em evitar a circulação de informações que pudessem comprometer o esforço de guerra ou a estabilidade interna.
Em 1931 o decreto nº 20.859, de 26 de dezembro de 1931 funde a "Diretoria Geral dos Correios" com a "Repartição Geral dos Telégrafos" e cria o "Departamento dos Correios e Telégrafos" (DCT). De forma sucinta, o decreto assim determinava:
Art. 1º Fica criado o Departamento dos Correios e Telégrafos, imediatamente subordinado ao ministro da Viação e Obras Públicas.

Art. 2º O Departamento terá a seu cargo a fiscalização e a execução dos serviços de Correios e Telégrafos e será constituido pelas atuais repartições que os executam, as quais ficam fundidas de acordo com o regulamento aprovado por este decreto e que com ele baixa, assinado pelo ministro de Estado dos Negócios da Viação e Obras Públicas;
Art. 3º A execução dos serviços, de acordo com o estabelecido no regulamento a que se refere o artigo anterior, será iniciada em 1 de janeiro de 1932.

Art. 4º Revogam-se as disposições em contrário.
Em 1967, durante o governo de Castello Branco, foi dado o primeiro passo para a reestruturação do setor com a criação do Ministério das Comunicações, ao qual os Correios passaram a estar subordinados. Uma mudança mais significativa ocorreu em 20 de março de 1969, já no final do governo Costa e Silva, com a promulgação do Decreto-Lei nº 509. A partir desse marco, os Correios foram transformados em empresa pública, com o objetivo de torná-los mais competitivos diante das transformações do cenário nacional e internacional.

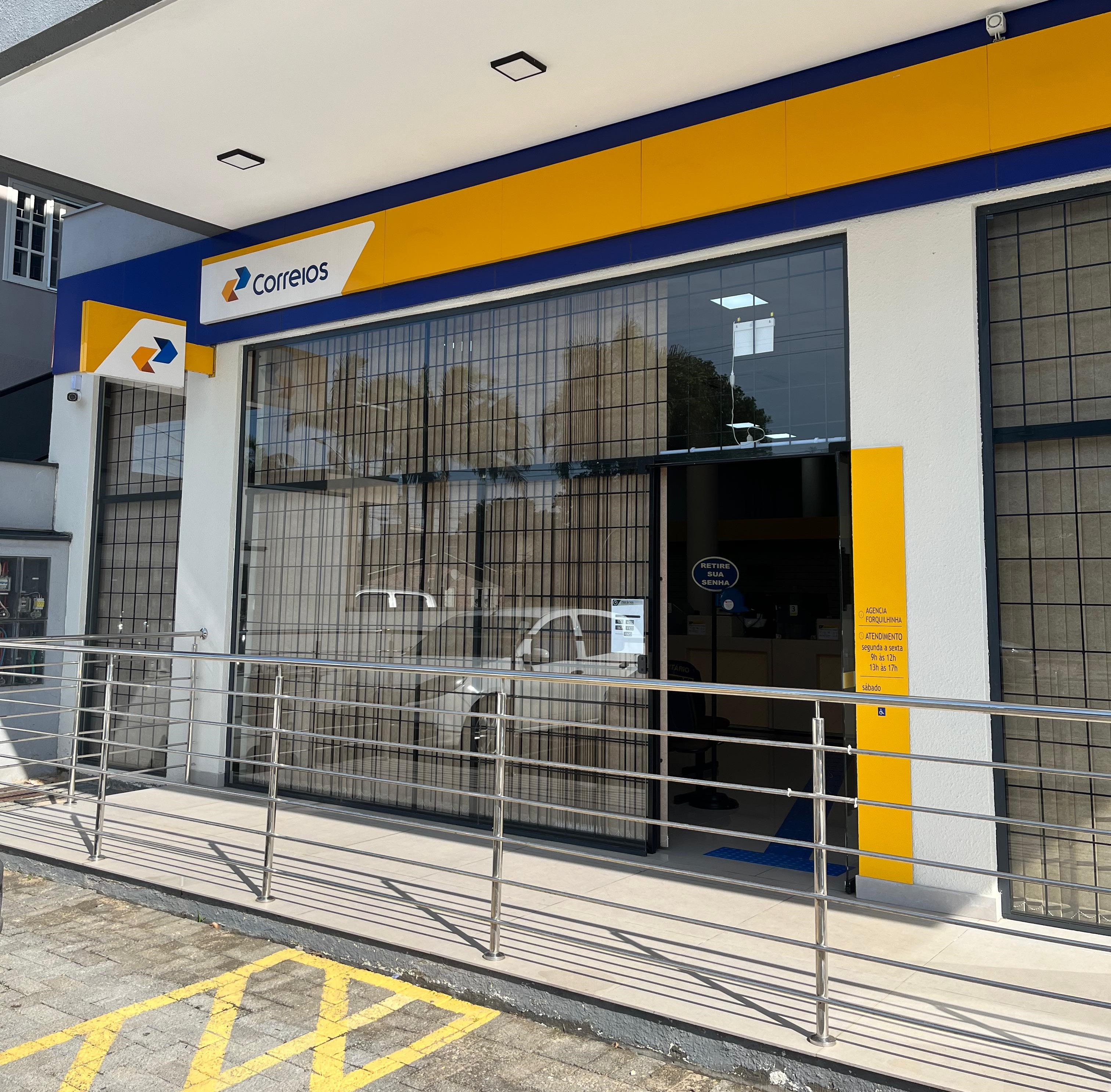
Uma agência dos Correios, localizada em Forquilhinha, Santa Catarina, em 2024.

Essa nova fase foi acompanhada por diversas ações voltadas à modernização da estrutura organizacional, à diversificação dos serviços e à melhoria da eficiência operacional. Um dos marcos dessa evolução foi o lançamento do Código de Endereçamento Postal – CEP, em 1971, que, ao padronizar os endereços com cinco dígitos, contribuiu significativamente para o aprimoramento da qualidade dos serviços postais. Seguindo a mesma diretriz de modernização, em 6 de março de 1980 foi inaugurada a nova sede da Diretoria Regional na Cidade Nova, que incorporava, além do espaço administrativo, um centro de triagem moderno e alinhado às novas demandas operacionais da empresa.

### Período da Redemocratização
Durante a década de 1990, discutiu-se a possibilidade de uma modernização da empresa. Nos anos que se seguiram, vários serviços foram sendo incorporados ao portfólio da empresa. Além dos tradicionais serviços de cartas, malotes, selos e telegramas, entre os novos serviços podem ser destacados os pertencentes à família SEDEX, serviço de encomendas expressas. A proposta do novo sistema postal estava baseada no aumento da oferta de serviços, na modernização tecnológica e na consolidação e ampliação do papel social dos Correios como agente prestador de serviços públicos. Para isso, o Ministério das Comunicações do Governo do Presidente Fernando Henrique Cardoso desenvolveu um projeto para o setor postal brasileiro que foi implantado a partir de 1997, denominado Reforma Estrutural do Setor Postal Brasileiro (RESP). As diretrizes acionadas na elaboração da reestruturação postal abarcavam os seguintes aspectosː
1. Reforma Regulamentar do Setor Postal: definição de um novo modelo de exploração dos serviços postais no Brasil, envolvendo questões fundamentais como serviços universais, monopólio, controle da Empresa Brasileira de Correios e Telégrafos - ECT, órgão regulador, etc.;
2. Reforma comercial e organizacional da ECT: modernização da empresa, (...) preparando-a para atuar em um novo contexto regulamentar a ser implantado no setor;
3. Serviços Financeiros Postais: a utilização da infraestrutura de atendimento da ECT para que, em parceria com o Sistema Financeiro Nacional, sejam prestados serviços financeiros básicos à parcela da sociedade atualmente não atendida pela rede bancária, isto é, a população rural e a população urbana de baixa renda.

As propostas foram apresentadas na Nova Lei Postal, que tramitou, sem ser aprovada, até o início de 2003, quando foi arquivada. Durante os anos 2000, novamente os Correios foram alvo de propostas de mudanças e modernização, retomando, em alguns aspectos, o que fora planejado na década de 1990.  A empresa, ao longo dos anos 2000, esteve no epicentro do escândalo do "Mensalão" e apresentou problemas operacionais que foram divulgados como a "crise dos Correios". Apesar disso, a estatal foi palco de diversas inovações em seus processos gerenciais e comerciais.

### Crise Financeira e Reestruturação
A empresa fechou quatro anos com prejuízo: 2013, 2014, 2015, e 2016; o que levou a privatização a ser cogitada. Entretanto, o lucro obtido em 2017, após medidas de contenção de despesas, fez com que a ideia fosse abandonada temporariamente. Em seis anos (2010 a 2016), o total de perdas de encomendas aumentou mais de 1 000%, revelando queda na qualidade do serviço devido à falta de materiais e de infraestrutura adequados, tendo por causa anos de má-gestão, corrupção, e uso político da companhia. Em maio de 2019, foi lançado um Plano de Desligamento Voluntário (PDV), visando reduzir o quadro de funcionários em mais de 7 mil servidores. Esses PDVs têm acontecido desde 2013. Também, quase 300 agências foram fechadas no país entre 2017 e 2018. Isso deve-se ao prejuízo de R$ 4 bilhões acumulado entre 2016 e 2017.
Em 21 de outubro de 2019, foram descontinuados (cessada a comercialização) os seguintes produtos internacionais, que possuíam pouca utilização pelos clientes e já possuíam outros produtos atendendo ao mesmo propósito: Aerograma Internacional, envelope Carta Mundial, Fax Post Internacional e Comprovante de Franqueamento Mundial. Também em outubro de 2019, foi publicado um Decreto incluindo a ECT no Programa de Parcerias de Investimento (PPI), permitindo a realização de estudos e a avaliação de alternativas de parceria com a iniciativa privada.
Após um período de quatro anos consecutivos de prejuízos, os Correios iniciaram uma trajetória de recuperação financeira a partir de 2017. Naquele ano, a empresa registrou um lucro de R$ 667 milhões, marcando o início de uma fase mais estável. Em 2018, a ECT apresentou lucro líquido de R$ 161 milhões, mantendo o desempenho positivo. Já em 2019, conforme balanço publicado no Diário Oficial da União em 17 de junho, o lucro líquido alcançou R$ 102,1 milhões, um valor 36% inferior ao registrado no ano anterior. Ainda assim, o resultado confirmou o terceiro ano consecutivo de saldo positivo, sinalizando avanços na recuperação econômica da estatal. No entanto, foi em 2020 que os Correios registraram um salto significativo em seus resultados financeiros, alcançando um lucro expressivo de R$ 1,53 bilhão. Esse desempenho excepcional foi impulsionado, sobretudo, pelo crescimento acelerado do comércio eletrônico durante a pandemia de Covid-19, que aumentou de forma intensa a demanda por serviços de entrega em todo o país.
Em 2021, os Correios registraram um lucro recorde de R$ 3,7 bilhões, conforme divulgado pela própria estatal. Esse montante representou um crescimento de 101% em relação ao resultado do ano anterior, configurando os melhores índices financeiros da empresa nos últimos 22 anos. Com esse desempenho robusto, a estatal anunciou a possibilidade de retomar o pagamento de dividendos à União, estimados em cerca de R$ 251 milhões. O então presidente dos Correios, Floriano Peixoto, destacou que esses resultados foram frutos da implementação de medidas estratégicas voltadas para o reposicionamento e modernização da empresa.

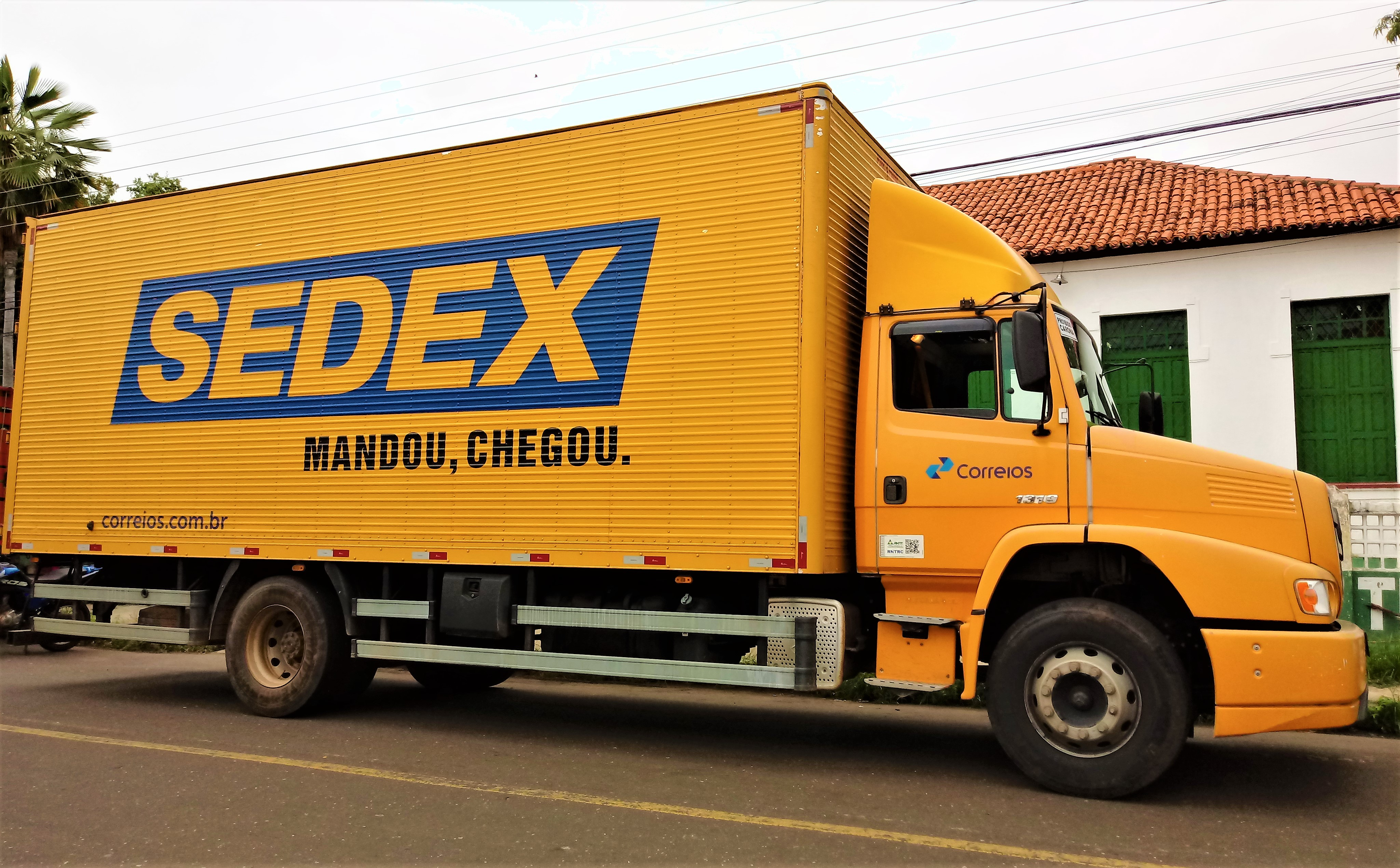
Caminhão do SEDEX em 2020.

Em junho de 2022, o presidente Floriano Peixoto, falou sobre as mudanças implementadas nos últimos anos durante o programa de rádio A Voz do Brasil. Segundo o presidente, foram tomadas ações radicais para acelerar a investigação de irregularidades e fortalecer a governança, além de procurar racionalizar seus recursos, livrando-se de bens inutilizados e inservíveis. A alienação de 50 edifícios rendeu R$ 41 milhões e outros R$ 80 milhões por veículos. As mudanças no Acordo Coletivo de Trabalho (ACT) geraram uma economia anual de R$ 500 milhões. A empresa está presente em todos os 5 570 municípios com 11 000 unidades de serviço.
Em 2023, o presidente da República em exercício, Geraldo Alckmin, sancionou a Lei 14.744/23, que estabelece a contratação preferencial dos Correios por órgãos públicos federais para a prestação de serviços de forma não exclusiva. A norma, publicada sem vetos, tem origem no Projeto de Lei 2721/23, apresentado pelo deputado André Figueiredo (PDT-CE) e aprovado na Câmara dos Deputados, onde contou com o relatório do deputado Vicentinho Júnior (PP-TO), além da aprovação no Senado Federal.
Já no ano de 2024, após 13 anos sem nenhum concurso para a estatal, foi realizado novo certame, sendo organizada pela banca Instituto Brasileiro de Formação e Capacitação (IBFC). Mais de 1,6 milhão de candidatos se inscreveram para realizar as provas, superando o número de participantes das edições anteriores. A seleção destinou-se ao preenchimento de 3.511 vagas imediatas distribuídas por todos os estados brasileiros.

## Ameaças de Privatização
A partir da década de 2010, os Correios enfrentaram uma série de dificuldades financeiras, marcadas por sucessivos anos de queda nos lucros e instabilidade na gestão. Esse cenário acendeu um alerta em diversos setores da sociedade, especialmente entre agentes políticos, economistas e representantes da iniciativa privada, que passaram a questionar a sustentabilidade do modelo estatal da empresa. Diante disso, intensificaram-se os debates sobre a necessidade de modernização da estrutura dos Correios e, sobretudo, sobre a viabilidade de sua privatização como alternativa para garantir maior eficiência operacional, atrair investimentos e reduzir a dependência do Estado. A discussão, no entanto, gerou controvérsias, principalmente em razão do papel estratégico que a empresa desempenha na integração nacional e na prestação de serviços essenciais, inclusive em regiões remotas, onde a presença do setor privado costuma ser limitada ou inexistente.
Em abril de 2019, Jair Bolsonaro anunciou que tinha a intenção de privatizar a empresa. Em março de 2021, a ECT foi incluída no Programa Nacional de Privatizações (PND), cuja inclusão foi recomendada pelo Conselho do Programa de Parcerias de Investimento (CPPI). Durante os primeiros estudos, o conselho optou pela venda total da empresa. Estudos aprofundados foram conduzidos pelo Banco Nacional de Desenvolvimento Econômico e Social (BNDES) e o projeto foi aprovado pela Câmara dos Deputados. De acordo com o texto aprovado, a Agência Nacional de Telecomunicações (Anatel) deveria regulamentar o setor, mudando seu nome para "Agência Nacional de Telecomunicações e Serviços Postais" (Anatel).
Em janeiro de 2023, os Correios foram retirados do PND. A privatização dos Correios poderia elevar a arrecadação em mais de R$ 4.4 bilhões por ano, além de tornar o serviço mais eficiente e liberar recursos para segurança, educação e saúde, segundo especialista. Entre os argumentos contrários, estão a incerteza quanto à garantia de que as regiões mais distantes dos grandes centros permaneceriam assistidas por uma companhia privada, com eventuais aumentos de custos de frete. Além disso, o fato de estar presente em todos os municípios brasileiros, oferecendo diversos produtos e serviços de apoio ao governo como operador logístico, tornariam a empresa estratégica na prestação de serviços públicos.

## Apoio Logístico e Social
Os Correios por ser a única empresa pública federal com presença em  todos os municípios brasileiros, atua em diversas frentes além dos serviços postais. Entre suas atribuições, destacam-se atividades de apoio logístico ao governo, como a inscrição e regularização do Cadastro de Pessoa Física (CPF), a oferta de serviços bancários (incluindo saques e transferências) em localidades desprovidas de agências bancárias, e a colaboração com o Sistema Único de Saúde (SUS) na distribuição de vacinas e medicamentos em regiões de difícil acesso. A empresa também é responsável pela entrega de livros didáticos do Programa Nacional do Livro Didático (PNLD) às escolas públicas, bem como pela distribuição de provas do Exame Nacional do Ensino Médio (ENEM), entre outras ações com finalidade social. Durante a pandemia de COVID-19, as agências dos Correios participaram do cadastramento de cidadãos para o Auxílio Emergencial, especialmente daqueles sem acesso a meios digitais.
Além dessas ações, a empresa também prestou apoio em diversos outros momentos relevantes. Durante os Jogos Olímpicos e Paralímpicos Rio 2016, por exemplo, os Correios atuaram como operador logístico oficial. Para atender à demanda do evento, mais de mil pessoas foram contratadas temporariamente, além dos cerca de 300 empregados da estatal que participaram diretamente das atividades de armazenamento, transporte e entrega de materiais logísticos relacionados aos jogos.
Durante a crise climática no Rio Grande do Sul em 2024, as agências dos Correios nos estados de São Paulo, Santa Catarina e Paraná, além de parte das unidades do próprio Rio Grande do Sul, receberam doações destinadas às vítimas das chuvas que atingiram o estado gaúcho. A empresa pública ficou responsável por receber e transportar gratuitamente itens como alimentos da cesta básica, material de higiene pessoal, material de limpeza seco, roupas de cama e banho, além de ração para animais de estimação, sem qualquer custo para os doadores. Os Correios também realizaram a doação de roupas e utensílios domésticos às pessoas afetadas pela situação. A iniciativa integrou as superintendências estaduais da empresa e foi conduzida por meio de uma ação conjunta da Diretoria Executiva dos Correios e do Ministério das Comunicações, ao qual a estatal é vinculada. O ministério também atuou no grupo de crise criado para enfrentar os impactos das chuvas.
Em 2025, após o escândalo envolvendo o INSS no qual foram identificados inúmeros descontos indevidos em aposentadorias de segurados, o Governo Federal, em conjunto com o INSS e os Correios, firmou uma parceria para oferecer atendimento presencial voltado à contestação de cobranças associativas não autorizadas nos benefícios. O novo serviço foi implementado em mais de cinco mil agências dos Correios em todo o país, com foco especial nos cidadãos que enfrentam dificuldades para utilizar os canais digitais, como o aplicativo Meu INSS ou a Central Telefônica 135. Nas agências dos Correios, os segurados puderam contar com uma série de serviços voltados à regularização de descontos associativos em seus benefícios. Entre as possibilidades de atendimento, estavam a verificação de eventuais cobranças não autorizadas, a solicitação de contestação dessas cobranças, a confirmação de autorizações previamente concedidas, bem como o acompanhamento do andamento das contestações já abertas.
Os Correios também realizam anualmente a tradicional campanha “Papai Noel dos Correios”, uma iniciativa solidária que já soma mais de 35 anos de história. O projeto tem como principal objetivo incentivar a adoção de cartas escritas por crianças em situação de vulnerabilidade social, bem como por estudantes da rede pública de ensino. Essas cartinhas são disponibilizadas para adoção por pessoas físicas e empresas de todo o país, que se voluntariam como madrinhas e padrinhos. Os participantes escolhem uma carta e se comprometem a atender ao desejo manifestado pela criança, contribuindo para um Natal mais digno, afetivo e esperançoso para milhares de famílias brasileiras.

## Postalis
O Instituto de Seguridade Social dos Correios e Telégrafos (Postalis) é um fundo de pensão que gerencia a previdência complementar dos funcionários dos Correios. É o maior fundo de pensão do país, em número de participantes.
O Postalis é um fundo de pensão que gerencia a previdência complementar dos funcionários dos Correios. Foi criado em 26 de fevereiro de 1981, para garantir aos empregados dos Correios benefícios previdenciários complementares aos da Previdência oficial. Na ocasião, o fundo só oferecia um único plano – o Plano BD. A adesão ao plano era compulsória, ou seja, quem quisesse trabalhar nos Correios precisava necessariamente aderir ao plano. Em 2014, era é o maior fundo de pensão em número de participantes do país - 196 mil.

### Investigações de corrupção
Desde 2013, o Postalis tem sido alvo de investigações por denúncia de má aplicação de recursos das contribuições dos empregados. Segundo a Polícia Federal, a má gestão dos recursos e os desvios investigados geraram déficit de aproximadamente 6 bilhões de reais. O esquema acontecia assim: O Postalis, de praxe, contrata gestores para decidir como investir os recursos dos contribuintes. Porém, no entender da Polícia Federal e do Ministério Público, ex-dirigentes do Postalis autorizavam investimentos fracassados com base em relatórios técnicos falhos, com avaliações irreais para viabilizar as operações. Conforme as investigações, as empresas que recebiam recursos do Postalis repassavam parte dos recursos para os suspeitos de envolvimento no esquema.
Por conta dos prejuízos milionários causados por estas fraudes, funcionários aposentados pelos Correios passaram a ter desconto de até 25% em seus benefícios como forma de tapar o rombo do fundo de pensão. Também devido a estes escândalos, em abril de 2018 fundos de pensão ganharam novas regras de fiscalização. Desde então, gestores passam a ser obrigados a contratar auditoria com profissional certificado e registrado na Comissão de Valores Mobiliários (CVM). A legislação também obriga que diretor contábil, auditor ou o comitê de auditoria devem comunicar problemas como fraudes à Previc em até 10 dias.

## Museu
Em 1980, a empresa criou em Brasília o Museu Postal e Telegráfico da ECT. Atualmente denomina-se Museu Nacional dos Correios e de acordo com a página oficial tem mais de um milhão de peças da história postal, telegráfica e filatélica brasileira. Em 25 de janeiro de 2013, o serviço postal oficial brasileiro fez 350 anos e, para celebrar a data, lançou selos e logomarca alusivas ao evento.

## Revista COFI
Em anos anteriores, os Correios comercializavam a revista Correio Filatélico (COFI) em formato impresso, voltada ao público interessado em filatelia. Atualmente, a publicação é disponibilizada exclusivamente em formato digital, e podendo ser acessada gratuitamente por meio do Blog da Filatelia. Já os Editais de Selos, em versão impressa, continuam disponíveis gratuitamente nas agências dos Correios.

## Logotipos

Correio do Império
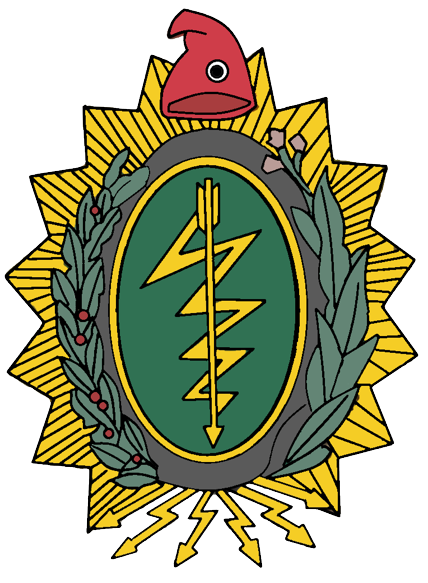
Anos iniciais do Brasil república até 1932.
Departamento dos Correios e Telégrafos (D.C.T.) 1932-1969.
1969-1990
1990-2014
2014-atualmente.